# 藤原安棟
藤原 安棟（ふじわら の やすむね、生没年不詳）は、平安時代前期の貴族。藤原北家、中納言・藤原葛野麻呂の子。官位は従五位下・武蔵守

## 経歴
清和朝初頭の貞観元年（859年）式部大丞在職中に従五位下に叙爵する。翌貞観2年（860年）2月に弾正少弼に任官するが、8月には参河守として地方官に転じた。
貞観9年（867年）にも正月にいったん筑前守に任ぜられるが、2月には武蔵守に遷るなど、地方官を歴任している。

## 官歴
『日本三代実録』による。
- 時期不詳：正六位上。式部大丞
- 貞観元年（859年） 11月19日：従五位下
- 貞観2年（860年） 2月14日：弾正少弼。8月26日：参河守
- 貞観9年（867年） 正月12日：筑前守。2月11日：武蔵守

## 系譜
『尊卑分脈』による。
- 父：藤原葛野麻呂
- 母：山輪王の娘